# Våldtäktsfantasi
| Våldtäktsfantasi |
| --- |
| - Betydelse – sexfantasi om att tvingas eller tvinga någon till sex - Effekter – kortisol- och adrenalinkickar under maktförskjutning i trygg miljö - Förekomst – kanske den näst vanligaste sexuella fantasin |

Våldtäktsfantasi (engelska: rape fantasy) är en sexfantasi om att tvingas eller tvinga någon till sex. Den är i regel kopplad till positiva, lustfyllda känslor, i motsats till det psykiska trauma som en verklig våldtäkt leder till hos våldtäktsoffret.
Om fantasin omsätts i verklig handling kan detta beskrivas som en våldtäktslek (engelska: rapeplay). Fantasin och det eventuella förverkligandet av tankarna bygger på att man iscensätter ett sexuellt rollspel, där ens vanliga jag för en stund glöms av och man lever ut sexuellt tvång och våld, dominans och underkastelse under lek och efter samtycke med en eller flera andra personer.
Fantasier kring dominans och underkastelse sägs tillhöra de vanligast förekommande sexuella fantasierna, både bland kvinnor och män. Fenomenet är dock kontroversiellt och relateras ibland till verklig utsatthet och toxisk kultur.

## Syfte och funktion
En våldtäktsfantasi är inte en vilja att bli våldtagen utan en lustfylld fantasi om en sådan situation. Hot och våldsamheter är ofta lockande, om de kan studeras på tryggt avstånd (se även dödsdrift), och en stor del av filmbranschen tillverkar fiktion där underhållningsvåld är bärande delar av dramaturgin. En del forskare anser dock att ordet våldtäktsfantasi (engelska: rape fantasy) leder fel, eftersom fantasin inte handlar om en konkret våldtäkt utan en tankelek om att bli sexuellt dominerad och underkastad en annan persons vilja.
Våldtäktsfantasier anses tillhöra den normala floran av sexuella fantasier. Detta till trots publiceras forskning omkring dessa fantasier ofta inte på samma sätt som för andra sexologiska studier, bland annat av rädsla för att forskningen kan få misstankar på sig för att syfta till att normalisera sexuellt våld mot kvinnor. Många kan också dra sig för att erkänna denna typ av fantasier, på grund av risken att omgivningen kan vilja döma dem som perversa, onormala och "icke-feministiska".
Fantasierna har många olika varianter och grader. De kan i vissa fall endast bestå av att bli överraskad av en sexuell invit (exempelvis av ens vanliga partner), medan de i sin andra förlängning kan syfta till att tvingas till typer av sex man normalt aldrig går med på, tillfogande av kroppsskada och/eller förnedring.

### Utlevnad (våldtäktslek)
Om våldtäktsfantasin levs ut kan detta beskrivas som en våldtäktslek, kopplad till andra former av BDSM. Här förhöjs den sexuella upphetsningen av det hotfulla i situationen, liksom av det tydliga tvånget där en part till synes har all makten över den andra. Maktskillnader är en grund i BDSM-kulturen, där de sexuella mötena ofta sker i form av sexuell dominans mot underkastelse, alternativt sadistiska handlingar som tas emot av en masochistisk part. Detta ska även skiljas från parafilin biastofili (även raptofili), där upphetsningen för den dominerande kommer från att personen utan makt upplever en verklig våldtäkt.
I utlevandet av våldtäktsfantasin kan personen i maktpositionen bli sexuellt upphetsad antingen genom att en inledningsvis avvisande person går med på och till slut uppskattar umgänget. Alternativt kan upphetsningen komma från själva det motstånd, maktlöshet och uttryckt rädsla som den övermannade personen ger uttryck för.
I likhet med alla BDSM-aktiviteter är det viktigt med förberedelser, inklusive hur kroppsskador ska undvikas eller hanteras och med stoppord eller motsvarande gester/beröring som kan avbryta leken. Våldtäktslek är en riskfylld aktivitet, där kommunikationen mellan den dominerande och den undergivna parten måste vara extra avkännande. Iscensättandet av en "våldtäkt" förutsätter en hög grad av realism, vilket gör det extra viktigt med eftervård för att på rätt sätt komma ut ur leken. AI våldtäktsleken spelas ut så starka maktskillnader och känslor – inklusive ofta med förödmjukande och förnedrande handlingar – att den "utsatta" personen kan behöva bli påmind om att den är älskad.

### Olika scenarion i kultur, vardag och fantasi
Populariteten hos E.L. James' Femtio nyanser-böcker anses ha gjort fantasier omkring erotisk underkastelse mer synliga i kulturen. Och i likhet med dessa berättelser inkluderar kvinnors fantasier om sexuellt tvång ofta en djärv, något arrogant men fysiskt tilldragande man som tvingar sig på henne i hennes hemmiljö. Kanske kan hon vilja att han överraskar henne medan hon duschar, kanske är han en hantverkare på besök, kanske väcker han henne, kanske ber hon sin vanliga partner att binda henne på grund av hennes idoga motstånd mot hans sexuella inviter. Dessa fantasier kan likna de scenarion som syns i mycken heterosexuell pornografi, där mannen ofta är dominerande och får sin vilja igenom. Erotiseringen av sexuellt tvång är särskilt tydlig i våldspornografi, och detta till trots kan även dessa scener upplevas som upphetsande av både män och kvinnor.
Denna typ av fantasier är jämförbar med spänningen som söks via utsatthet för risker i andra sammanhang, inklusive i samband med berg- och dalbana och konsumtion av skräckfilm eller olika hotfulla upplevelser inom ramen för en lek. Lockelsen inkluderar de adrenalin-kickar via rädsla som situationen kan skapa för den tvingade. I samband med strypsex – på egen hand eller under samlag – anges ofta maktlösheten i situationen som en upphetsande faktor. Personer med en yrkesvardag där de är i kontroll kan vilja göra sig maktlösa i sina fantasier, och även känslan av rädsla inför en hotfull situation kan trigga sexuell upphetsning.

## Orsaker

### Olika teorier
Hos en del människor används våldtäktsfantasier som ett sätt att terapeutiskt bearbeta tvångstankar eller traumatiska upplevelser (inklusive erfarenheter av våldtäkt eller sexuellt övergrepp). Det anses ibland eller sällan att detta kan vara ett sätt att återknyta till traumatiska erfarenheter i en trygg miljö. Då sägs en person som efter en våldtäkt stängt av sin sexualitet åter kunna börja tänka sexuella tankar och ta kontrollen över sin egen sexualitet.
Minst tre olika teorier om varför fantasier om våldtäkt kan vara upphetsande läggs ofta fram. Dessa är:
- människor romantiserar (egentligen erotiserar) ibland sina sexuella mardrömsscenarion, som ett sätt att bearbeta skräcken
- kvinnor kan fantisera om att tvingas till sex på grund av könsroller som begränsar deras sexualitet[11][21]
- fantasier omkring våldtäktscenarier kan komma från en känsla av sexuell integritet[22][21] och öppensinnighet, det vill säga att man har en vildare fantasi[11]

Andra teorier omkring varför många kvinnor kan umgås med dessa erotiska fantasier handlar om masochism, undvikande av sexuell skuld, sexuell öppenhet eller känsla av att vara attraktiv, manlig våldtäktskultur, biologisk predisposition till kapitulation, sympatisk fysiologisk aktivering eller självdestruktivitet.

### Positivt och negativt hos kvinnor
Hos många – framför allt kvinnor – är denna typ av fantasier den sexuellt mest tillfredsställande eller närapå. Hos andra kan fantasierna ge ett mer blandat resultat. Detta inkluderar:
- möjlighet till skuldkänslor på grund av fantasierna
- preferens för upphetsning enbart genom sinnesretningar och känslomässig stimulans
- fantasierna som en form av flykt från relationsproblem
- sömnbrist som leder till mer fantasibaserad upphetsning

Kvinnor anses fantisera om denna typ av scenarion på grund av att de ligger nära det tänkbaras gräns. Det finns en extra mental kittling av att föreställa sig sexuellt tvång under kontrollerade och trygga omständigheter.

## Förekomst
Det finns ett antal studier på området som antyder att fantasier om att tvingas till sex skulle kunna vara vanligt förekommande. I en amerikansk studie från 2009 sade 62 procent av de tillfrågade (kvinnliga universitetsstudenter) att de mer eller mindre ofta umgicks med våldtäktsfantasier; frekvensen var i genomsnitt fyra gånger om året bland dem med någon form av våldtäktsfantasier. I samma studie uppgav 14 procent av respondenterna att de hade dessa fantasier minst en gång i veckan. Undersökningen antydde också att fantasierna för det mesta var antingen helt erotiskt laddade eller en kombination av erotiskt och negativt laddade. En sammanställning av litteraturen från året före angav en siffra på mellan 31 och 57 procent av kvinnorna som hade fantasier om att bli tvingade till sex, där mellan 9 och 17 procent hade detta som sin favoritfantasi. Även i andra studier antyds att fler kvinnor än män hade denna typ av fantasier som sin favoritfantasi.
I en annan amerikansk studie 2018 bland 4 175 vuxna rapporterade två tredjedelar av kvinnorna att de hade våldtäktsfantasier, liksom hälften av männen i undersökningen. Undersökningar kan ge olika resultat beroende på ordval i frågeställningen, där ord som "tvång" associeras med fler människors fantasier än ordet "våldtäkt".
Olika teorier har lagts fram om varför fler kvinnor än män fantiserar sexuellt om att bli tvingade till sex. Bland annat har hävdats att en kvinna genom fantasin kan slippa ansvar för sin egen sexuella lust, i ett samhälle där kvinnlig sexualitet inte anses lika mycket värd eller tabu. En undersökning från tycktes dock visa att kvinnor som berättade om våldtäktsfantasier hade en mer positiv attityd kring sin sexualitet, något som emotsade skuldhypotesen ovan.
Fantasier omkring sexuellt tvång kan även förekomma i mindre BDSM-liknande "vaniljsex"-aktiviteter. 1980 noterade en studie att 45,8 procent av de tillfrågade männen under ett heterosexuellt samlag åtminstone ibland kunde fantisera om att bli bli våldtagna av en kvinna. I samma studie uppgav 44,7 procent av männen att de ibland hade fantasier om hur kvinnan kunde "låtsas kämpa emot" handlingarna och 33 procent att de ibland fantiserade om att våldta en kvinna. Fler män än kvinnor anges i litteraturen fantisera om att tvinga en annan person till sex.